# 菊地俊夫
菊地 俊夫（きくち としお、1955年 - ）は、日本の観光地理学者。東京都立大学（都市環境科学研究科）教授を経て、2021年より同名誉教授。都市環境学部観光科学科および都市環境科学研究科観光科学域に所属。専門・研究分野は人文地理学（農業・農村地理学、文化地理学）、土地利用研究、オセアニア・ヨーロッパ研究。最終学歴は、筑波大学大学院博士課程地球科学研究科、学位は、理学博士（筑波大学）。栃木県出身。

## 主な著書
- ツーリズムの地理学: 観光から考える地域の魅力 ISBN 9784817604361 (2018年3月)
- 観光を学ぶ: 楽しむことからはじまる観光学 ISBN 9784817603289 (2008年3月21日)
- フードツーリズムのすすめ: スローライフを楽しむために ISBN 9784894792807 (2016年11月)
- 川からひろがる世界: 川の流れに刻まれた生活・自然・文化 ISBN 9784817603173 (2007年10月)
- 持続的農村システムの地域的条件 ISBN 9784541025753 (2000年2月)
- グリーンパラダイスの光景: 農業先進国ニュージーランドの牧歌的風土 ISBN 9784876031740 (1998年5月)
- 人間環境の地理学 ISBN 9784876031061 (1995年)
- 日本の酪農地域 ISBN 9784470520237 (1993年)
- 自然環境と文化: 世界の地理的展望 (2001年4月25日)
- 風景の世界: 風景の見方・読み方・考え方 (2004年10月)
- 都市空間の見方・考え方 ISBN 9784772252690 (2013年6月6日)

## 主な編著
- 東京地理入門: 東京をあるく,みる,楽しむ ISBN 9784254163612 (2020年4月)
- 世界地誌シリーズ ISBN 9784254169270 (2014年6月20日)
- Tokyo as a Global City: New Geographical Perspectives (2018年3月28日)
- ツーリズムの地理学: 観光から考える地域の魅力 ISBN 9784817604361 (2018年3月)
- ローカリゼーション: 地域へのこだわり ISBN 9784254168822 (2018年3月)
- 森を知り森に学ぶ: 森と親しむために ISBN 9784817602503 (2006年10月)
- 地図を学ぶ: 地図の読み方・作り方・考え方 ISBN 9784817602343 (2005年10月)
- 世界の砂漠: その自然・文化・人間 ISBN 9784817603166
- 観光を学ぶ: 楽しむことからはじまる観光学 ISBN 9784817603289
- 川からひろがる世界: 川の流れに刻まれた生活・自然・文化 ISBN 9784817603173
- 小農複合経営の地域的展開 ISBN 9784817603579
- 日本 (2011年4月)
- 風景の世界: 風景の見方・読み方・考え方 ISBN 9784817602220
- 21世紀の地域問題: 都市化・国際化・高齢化と地域社会の変化 ISBN 9784817601919
- 住の世界: 私たちの住を考える ISBN 9784817602145
- 日本農業の維持システム ISBN 9784897321639